# Ioan Robu
Ioan Robu (n. 6 noiembrie 1944, Târgu Secuiesc, Covasna, România) este un cleric romano-catolic român care a condus Arhidieceza de București din 1984 până în 2020. Robu este membru de onoare al Academiei Române din anul 2001.

## Originea și studiile
S-a născut la 6 noiembrie 1944 la Târgu Secuiesc, familia sa fiind originară din satul Traian, județul Neamț. Cursurile primare le-a absolvit în satul bunicilor săi, iar pe cele liceale la Iași, la Seminarul Teologic Romano-Catolic Sf. Iosif. A absolvit Institutul Teologic Romano-Catolic de grad universitar din Iași în 1968, iar la 15 august, în Solemnitatea Adormirii Maicii Domnului, a fost hirotonit preot prin impunerea mâinilor episcopului Petru Pleșca. 
A activat ca vicar în parohia din Craiova, apoi ca paroh excurens la Tulcea, Kogălniceanu (Caramurat) și Buzău. În perioada 1973-1977 a urmat studii de specializare la Universitatea Pontificală Laterană, Academia Alfonsiana, obținând titlul de doctor în teologie cu o teză despre Julien Green.

## Activitatea
În perioada 1977-1983 a fost profesor, iar mai apoi rector al Institutului Teologic din Iași. În noiembrie 1983, în contextul noii Ostpolitik a Vaticanului, diplomații papali și autoritățile comuniste de la București au ajuns la un acord în sensul ca profesorul Robu să conducă Arhidieceza de București, mai întâi ca administrator diecezan, în locul lui Francisc Augustin, apoi ca episcop-administrator apostolic (din 1984). În data de 8 decembrie 1984 profesorul Robu fost consacrat episcop la Roma, de către cardinalul secretar de stat Agostino Casaroli. 
La 14 martie 1990, după restabilirea relațiilor diplomatice oficiale între România și Sfântul Scaun, papa Ioan Paul al II-lea l-a numit pe episcopul Ioan Robu în funcția de arhiepiscop și mitropolit de București. Din anul 2001 este membru de onoare al Academiei Române. La data de 21 noiembrie 2019 papa Francisc l-a numit la conducerea Arhidiecezei de București pe episcopul auxiliar de Iași, Aurel Percă.
Mottoul său este: „Și adevărul vă va face liberi.” (Evanghelia după Ioan, capitolul 8, versetul 32).

## Colaborarea cu Securitatea
În octombrie 2016 lui Ioan Robu i s-a emis adeverința de necolaborare cu Securitatea, document ce are în preambul faptul că „potrivit informațiilor SIE din dosarul 45058, domnia sa figurează cu dosarul personal 16161, distrus în timpul evenimentelor din decembrie 1989 prin ardere și tocare în scopul conspirării surselor și cazurilor, nu există un Angajament semnat de domnia sa, iar numele conspirativ consemnat de ofițeri a fost Radu”. Monseniorul a contestat în instanță adeverința de necolaborare cu Securitatea, favorabilă celui în cauză, pentru scoaterea conținutului preambulului. Acesta este un caz unic în istoria CNSAS, potrivit Germinei Nagâț, membru în colegiul CNSAS. Instanța a hotărât că preambulul rămâne public.

## Distincții
- Ordinul Național „Pentru Merit” în grad de Mare Cruce (2000)[4]

## Scrieri
- Itinerarul credinței în viața și opera lui Julien Green (teză de doctorat), Pontificia Universitas Lateranensis, 1978;
- Itinerarul credinței în viața și opera lui Julien Green, București, 1995.[5]